# Mariano Manzana
Mariano Manzana (Mori, 13 de outubro de 1947) é um bispo católico italiano radicado no Brasil. Bispo emérito de Mossoró.

## Histórico
A ordenação presbiteral ocorreu no dia 26 de junho de 1973. Foi Vigário Paroquial de São Pio X, em Trento, na Itália, de 1973 até 1976. Em 1977, veio como missionário para Diocese de Mossoró, no Rio Grande do Norte, onde ficou como pároco da Paróquia do Sagrado Coração de Jesus, no Município de Umarizal, até o ano de 1993. Foi responsável ainda pela formação dos seminaristas da Diocese de Mossoró no Seminário de João Pessoa-PB, de 1987 a 1993.
Ao retornar para Itália, foi responsável pela Casa Diocesana do Clero da Diocese de Trento e Delegado Episcopal para as Missões da Diocese de Trento, de 1993 a 2004.
Em 15 de junho de 2004 foi nomeado Bispo da Diocese de Mossoró, onde permaneceu até 17 de fevereiro de 2024. Sua Ordenação Episcopal ocorreu em 5 de setembro de 2004 em Trento, na Itália, por Dom Luigi Bressan.
Em 18 de novembro de 2023, o Papa aceitou sua renúncia do governo pastoral, se tornando bispo emérito de Mossoró. Ao tempo em que aceitou a sua renúncia, o Santo Padre também nomeou como seu sucessor Dom Francisco de Sales Alencar Batista, então bispo da Diocese de Cajazeiras. 

## Diocese de Mossoró
Foi bispo da Diocese de Mossoró de 17 de outubro de 2004 a 18 de novembro de 2023, quando renunciou por idade. Como bispo intensificou a pastoral vocacional com a implantação do Seminário Maior e Menor, também colocou um teor missionário em toda a diocese através das Santas Missões Populares, o II Congresso Eucarístico Diocesano. Reorganizou a “geografia diocesana” com a criação de novas paróquias, áreas pastorais autônomas e áreas missionárias.